# Базадінген-Шлаттінген
Базадінген-Шлаттінген (нім. Basadingen-Schlattingen) — громада  в Швейцарії в кантоні Тургау, округ Фрауенфельд.

## Географія
Громада розташована на відстані близько 130 км на північний схід від Берна, 17 км на північний захід від Фрауенфельда.
Базадінген-Шлаттінген має площу 15,6 км², з яких на 8,3% дозволяється будівництво (житлове та будівництво доріг), 59,4% використовуються в сільськогосподарських цілях, 31,6% зайнято лісами, 0,7% не є продуктивними (річки, льодовики або гори).

## Демографія
2019 року в громаді мешкало 1829 осіб (+7,9% порівняно з 2010 роком), іноземців було 15,1%. Густота населення становила 117 осіб/км².
За віковим діапазоном населення розподілялося таким чином: 21,1% — особи молодші 20 років, 60,4% — особи у віці 20—64 років, 18,5% — особи у віці 65 років та старші. Було 752 помешкань (у середньому 2,4 особи в помешканні).
Із загальної кількості 793 працюючих 373 було зайнятих в первинному секторі, 246 — в обробній промисловості, 174 — в галузі послуг.